# Сакакура Сіґе
Сакакура Сіґе (яп. 坂倉しげ, Сакакура Сіґе, 1868 – 9 вересня 1915) — японська дитяча фермерка та серійна вбивця, яка разом з двома спільницями вчинила вбивство великої кількості немовлят у Хіокі Вакаса (сучасна Наґоя) у 1898–1913 роки. За ці злочини її та її спільниць було засуджено до страти й повішено 1915 року.

## Біографія та злочини
Сіґе народилася 1868 року в уділі Цу. Вийшла заміж за чоловіка з сім'ї Сакакура в Хіокі Вакаса. 1898 року почала працювати акушеркою. За 40-50 єн брала на виховання небажаних дітей, а потім їх вбивала. За оцінками на травень 1913 вона та її спільниці (45-річна Окі Цута та 62-річна Ікай Нака) вбили близько 200 немовлят. Найбільша кількість убивств припала на часи російсько-японської війни, коли багато японських солдат гинули під час бойових дій залишаючи жінок вдовами. Для уникнення виявлення Сіґе та спільниці змінювали своє місце розташування в межах префектури.
До виявлення діяльності Сіґе призвело вбивство дитини гейші, яка мала звичку відвідувати свою дитину. Коли їй перестали дозволяти бачитися з дитиною, вона запідозрила щось й повідомила про це поліцію. Поліція заарештувала Сакакуру та її когорту. Через 10 днів злочин було оприлюднено у пресі, що призвело до національної сенсації.

## Вирок та страта
29 червня 1914 року всіх трьох злочинниць було засуджено до страти, 21 жовтня того ж року вирок було підтверджено. 9 вересня 1915 року Сакакуру, Окі та Ікай було повішено.

## Схожі злочини
За наслідками цього інциденту уряд розпочав перевірки, які призвели до арештів інших дитячих фермерів. 27 червня 1915 року 10 людей на чолі з Сусі Сасакі (55 років) заарештовано за вбивство 32 дітей у районі Ацуті. З них четверо, включно з Судзукі Нобу (62), доглядали за понад 170 дітьми. Лише через 3 дні опісля було заарештовано ще 3 людей на чолі з Йосомацу Наканісі в районі Еті за вбивство великої кількості немовлят упродовж 9 років.